# 20 kilomètres marche masculin aux Jeux olympiques d'été de 2012
Navigation
Pékin 2008 Rio 2016
L'épreuve du 20 kilomètres marche masculin aux Jeux olympiques de 2012 a lieu le 4 août 2012 à Londres.
Les limites de qualifications étaient de 1 h 22 min 30 s pour la limite A et de 1 h 24 min 30 s pour la limite B.

## Records
Avant cette compétition, les records dans cette discipline étaient les suivants :
| Record du monde  | 1 h 17 min 16 s | Vladimir Kanaykin   | Russie  | 29 septembre 2007 | Saransk |
| Record olympique | 1 h 18 min 59 s | Robert Korzeniowski | Pologne | 22 septembre 2000 | Sydney  |

## Médaillés
| Or        | Argent         | Bronze    |
| Chen Ding | Erick Barrondo | Wang Zhen |

## Résultats
| Rang                                | Athlète                | Pays         | Temps           | Notes |
| ----------------------------------- | ---------------------- | ------------ | --------------- | ----- |
| Médaille d'or, Jeux olympiques      | Chen Ding              | Chine        | 1 h 18 min 46 s | OR    |
| Médaille d'argent, Jeux olympiques  | Erick Barrondo         | Guatemala    | 1 h 18 min 57 s |       |
| Médaille de bronze, Jeux olympiques | Wang Zhen              | Chine        | 1 h 19 min 25 s |       |
| 4                                   | Cai Zelin              | Chine        | 1 h 19 min 44 s |       |
| 5                                   | Miguel Ángel López     | Espagne      | 1 h 19 min 49 s | PB    |
| 6                                   | Eder Sánchez           | Mexique      | 1 h 19 min 52 s | SB    |
| 7                                   | Jared Tallent          | Australie    | 1 h 20 min 02 s | SB    |
| 8                                   | Bertrand Moulinet      | France       | 1 h 20 min 12 s | PB    |
| 9                                   | Robert Heffernan       | Irlande      | 1 h 20 min 18 s | SB    |
| 10                                  | Irfan Kolothum Thodi   | Inde         | 1 h 20 min 21 s | NR    |
| 11                                  | João Vieira            | Portugal     | 1 h 20 min 41 s | SB    |
| 12                                  | Dzianis Simanovich     | Biélorussie  | 1 h 20 min 42 s | PB    |
| 13                                  | Inaki Gomez            | Canada       | 1 h 20 min 58 s | NR    |
| 14                                  | Erik Tysse             | Norvège      | 1 h 21 min 00 s | SB    |
| 15                                  | Alexandros Papamichail | Grèce        | 1 h 21 min 12 s | NR    |
| 16                                  | Ivan Trotski           | Biélorussie  | 1 h 21 min 23 s | SB    |
| 17                                  | Kim Hyun-sub           | Corée du Sud | 1 h 21 min 36 s | SB    |
| 18                                  | Isamu Fujisawa         | Japon        | 1 h 21 min 48 s |       |
| 19                                  | Dawid Tomala           | Pologne      | 1 h 21 min 55 s |       |
| 20                                  | Éider Arévalo          | Colombie     | 1 h 22 min 00 s |       |
| 21                                  | André Höhne            | Allemagne    | 1 h 22 min 02 s |       |
| 22                                  | Juan Manuel Cano       | Argentine    | 1 h 22 min 10 s | NR    |
| 23                                  | Anton Kučmín           | Slovaquie    | 1 h 22 min 25 s | PB    |
| 24                                  | Grzegorz Sudoł         | Pologne      | 1 h 22 min 40 s |       |
| 25                                  | Takumi Saitō           | Japon        | 1 h 22 min 43 s |       |
| 26                                  | Trevor Barron          | États-Unis   | 1 h 22 min 46 s |       |
| 27                                  | Nazar Kovalenko        | Ukraine      | 1 h 22 min 54 s |       |
| 28                                  | James Rendón           | Colombie     | 1 h 22 min 54 s | SB    |
| 29                                  | Rafał Augustyn         | Pologne      | 1 h 23 min 17 s |       |
| 30                                  | Ruslan Dmytrenko       | Ukraine      | 1 h 23 min 21 s |       |
| 31                                  | Byun Young-Jun         | Corée du Sud | 1 h 23 min 26 s |       |
| 32                                  | Máté Helebrandt        | Hongrie      | 1 h 23 min 32 s | PB    |
| 33                                  | Gurmeet Singh          | Inde         | 1 h 23 min 34 s |       |
| 34                                  | Isaac Palma            | Mexique      | 1 h 23 min 35 s |       |
| 35                                  | Georgiy Sheiko         | Kazakhstan   | 1 h 23 min 52 s |       |
| 36                                  | Yūsuke Suzuki          | Japon        | 1 h 23 min 53 s | SB    |
| —                                   | Andrey Krivov          | Russie       | DQ              |       |
| 37                                  | Chris Erickson         | Australie    | 1 h 24 min 19 s |       |
| 38                                  | Caio Bonfim            | Brésil       | 1 h 24 min 45 s |       |
| 39                                  | Marius Žiūkas          | Lituanie     | 1 h 24 min 45 s |       |
| 40                                  | Yerko Araya            | Chili        | 1 h 25 min 27 s | SB    |
| 41                                  | Giorgio Rubino         | Italie       | 1 h 25 min 28 s |       |
| 42                                  | Baljinder Singh        | Inde         | 1 h 25 min 39 s |       |
| 43                                  | Mauricio Arteaga       | Équateur     | 1 h 25 min 51 s |       |
| 44                                  | Arnis Rumbenieks       | Lettonie     | 1 h 26 min 26 s |       |
| 45                                  | Ever Palma             | Mexique      | 1 h 26 min 30 s |       |
| 46                                  | Ivan Losyev            | Ukraine      | 1 h 26 min 50 s |       |
| 47                                  | Predrag Filipović      | Serbie       | 1 h 27 min 22 s |       |
| –                                   | Valeriy Borchin        | Russie       | –               | DNF   |
| –                                   | Álvaro Martín          | Espagne      | –               | DNF   |
| –                                   | Park Chil-Sung         | Corée du Sud | –               | DNF   |
| –                                   | Ebrahim Rahimian       | Iran         | –               | DNF   |
| –                                   | Adam Rutter            | Australie    | –               | DNF   |
| –                                   | Hassanine Sebei        | Tunisie      | –               | DNF   |
| –                                   | Vladimir Kanaykin      | Russie       | –               | DQ    |
| –                                   | Luis Fernando López    | Colombie     | –               | DQ    |

## Légende
Records et Performances
- AR : Record continental (area record)
- CR : Record des championnats (championship record)
- MR : Record du meeting (meet record)
- NR : Record national (national record)
- OR : Record olympique (olympic record)
- PR : Record paralympique (paralympic record)
- PB : Record personnel (personal best)
- SB : Meilleure performance personnelle de la saison (season's best)
- WL : Meilleure performance mondiale de l'année (world leader)
- WJR : Record du monde junior (world junior record)
- WR : Record du monde (world record)

Circonstances et Conditions
- DNF : N'a pas terminé (did not finish)
- DNS : N'a pas pris le départ (did not start)
- DQ : Disqualification (disqualification)
- NM : Aucun essai valable enregistré (No Mark)
- Q : Qualifié « directement » au prochain tour (ou à la prochaine compétition), lors d'une compétition majeure, grâce au classement ou à la réalisation des minima (automatic qualifier)
- q : Qualifié au prochain tour (ou à la prochaine compétition), lors d'une compétition majeure, grâce au repêchage ou à la réalisation de l'une des meilleures performances parmi celles des « non qualifiés directement » (grâce au meilleur temps ou à la meilleure distance par exemple) (secondary qualifier)